# Qami qami
A Qami qami (magyarul: Szél szél) Maléna örmény énekesnő dala, mellyel Örményországot képviselte a 2021-es Junior Eurovíziós Dalfesztiválon Párizsban. A dal belső kiválasztás során nyerte el a dalversenyen való indulás jogát.

## Előzmények
2020-ban őt választotta ki az Örmény Közszolgálati Televízió (AMPTV), hogy képviselje hazáját a Varsóban megrendezésre kerülő Junior Eurovíziós Dalfesztiválon. November 5-én bejelentették, hogy visszalépésre kényszerülnek hiszen a műsorszolgáltató nem tudja befejezni a megfelelő előkészületeit a hadi törvények térségbeli bevezetése miatt, a Hegyi-Karabah-ban folyó konfliktus következtében. Versenydala a Why lett volna.

## Junior Eurovíziós Dalfesztivál
2021. november 17-én vált hivatalossá, hogy az örmény műsorsugárzó jóvoltából az énekesnő lehetőséget kapott az ország képviseletére a 2021-es Junior Eurovíziós Dalfesztiválon egy új versenydallal. A dalt november 19-én mutatták be a gyermek dalfesztivál hivatalos YouTube-csatornáján. Ez volt a verseny utoljára közzétett dala.
A december 19-én rendezett dalverseny döntőjében fellépési sorrendben kilencedikként, az ír Maiú Levi Lawlor Saor (Disappear) című dala után és a kazak Alinur Khamzin & Beknur Zhanibekuly Ertegı älemı (Fairy World) című dala előtt lépett fel. A szavazás során a zsűri szavazáson összesítésben harmadik helyen végzett 115 ponttal (Lengyelországtól és Portugáliától maximális 12 pontot kapott), míg a nézői szavazást 109 ponttal megnyerte, így összesítésben 224 ponttal megnyerte a versenyt és megszerezte Örményország második junior eurovíziós győzelmét.
Győztesként Örményország kapta meg a jogot a 2022-es Junior Eurovíziós Dalfesztivál megrendezésére. A versenyt Jerevánban tartották, december 11-én.
A következő örmény induló Nare DANCE! című dala volt a 2022-es Junior Eurovíziós Dalfesztiválon.

### Kapott pontok
| Szavazat | Össz | Szavazó országok | Szavazó országok | Szavazó országok | Szavazó országok | Szavazó országok | Szavazó országok | Szavazó országok | Szavazó országok | Szavazó országok | Szavazó országok | Szavazó országok | Szavazó országok | Szavazó országok | Szavazó országok | Szavazó országok | Szavazó országok | Szavazó országok | Szavazó országok | Szavazó országok |
| Szavazat | Össz | Németország      | Grúzia           | Lengyelország    | Málta            | Olaszország      | Bulgária         | Oroszország      | Írország         | Kazahsztán       | Albánia          | Ukrajna          | Franciaország    | Azerbajdzsán     | Hollandia        | Spanyolország    | Szerbia          | Észak-Macedónia  | Portugália       |                  |
| -------- | ---- | ---------------- | ---------------- | ---------------- | ---------------- | ---------------- | ---------------- | ---------------- | ---------------- | ---------------- | ---------------- | ---------------- | ---------------- | ---------------- | ---------------- | ---------------- | ---------------- | ---------------- | ---------------- | ---------------- |
| Nézők    | 109  |                  |                  |                  |                  |                  |                  |                  |                  |                  |                  |                  |                  |                  |                  |                  |                  |                  |                  |                  |
| Zsűri    | 115  | 10               | 5                | 12               | 5                |                  | 2                | 6                | 7                | 6                | 6                | 7                | 10               |                  | 7                | 10               | 8                | 2                | 12               |                  |

## Dalszöveg
Քամի քամին, ինձ նորեն կտանի, (Qami qamin, indz noren ktani,)

Հեռուները դեպի, ամա - ամ - ամայի ու, (Herrunery depi, ama-am-amayi u,)

Քանի քանի, վեր ելլամ ավելի, (Qani qani, ver yellam aveli,)

Ես կլլամ քամի քո պես անտեսանելի (Yes kllam qami qo pes antesaneli)
A szél, a szél újra elvisz

A messzi-messzi vadonba

Magasabbra és magasabbra repít

Láthatatlan leszek, mint te, szél